# اتحادیه جزیره‌نشینان

نقشه کیکلادس.

اتحادیه جزیره‌نشینان (یونانی باستان: τὸ κοινὸν τῶν νησιωτῶν to koinon tōn nēsiōtōn) یک اتحادیه (کوینون) از دولت‌شهرهای یونان باستان بود که در جزایر کیکلادس در دریای اژه شکل گرفت. این اتحاد سازمان‌یافته تحت حمایت آنتیگون یکم در ح. ۳۱۴/۳ پ‌م به وجود آمد و تا ح. ۲۸۷ پ‌م سپس زیر نظر پادشاهی بطلمیوسی درآمد تا این که کنترل بطلمیوسی بر اژه مرکزی فروپاشید و اتحادیه جزیره‌نشینان در میانه‌های سده سوم پیش از میلاد منحل شد. جزایر کیکلادس در این زمان به استقلال رسیدند، ولی شماری از این جزایر تحت کنترل مقدونیان درآمدند. این اتحادیه مجدداً (با نام اتحادیه دوم جزیره‌نشینان) تحت رهبری اهالی رودس در ح. ۲۰۰ پ‌م بازتأسیس شد و تا ح. ۱۶۷ پ‌م برقرار بود.